# Bajerovce
Bajerovce (bis 1927 slowakisch „Bajerovec“; deutsch Baierhau, ungarisch Bajorvágás) ist eine Gemeinde im Osten der Slowakei mit 270 Einwohnern (Stand 31. Dezember 2024). Sie gehört zum Okres Sabinov, einem Kreis des Prešovský kraj, sowie zur traditionellen Landschaft Šariš.

## Geographie

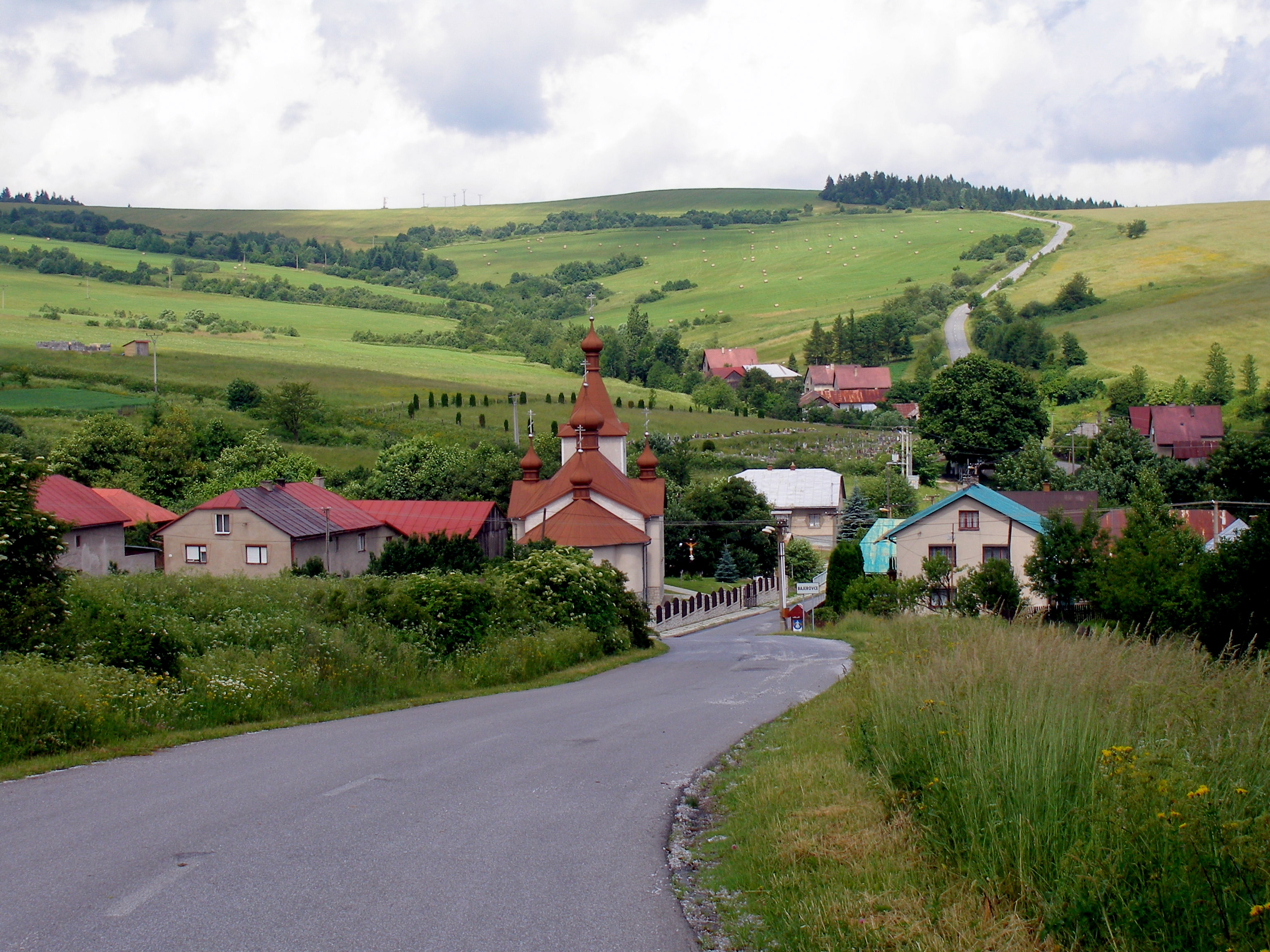
Bajerovce

Die Gemeinde befindet sich im Nordostteil der Leutschauer Berge im Tal des Baches Ľubotínka, örtlich Valalská voda genannt, im Einzugsgebiet des Poprad. Im Gemeindegebiet gibt es drei Mineralquellen. Das Ortszentrum liegt auf einer Höhe von 665 m n.m. und ist 17 Kilometer von Lipany sowie 28 Kilometer von Sabinov entfernt.
Nachbargemeinden sind Hromoš im Norden, Krásna Lúka im Osten und Südosten, Tichý Potok (Katastralgemeinde Blažov) im Süden und Šambron im Westen.

## Geschichte

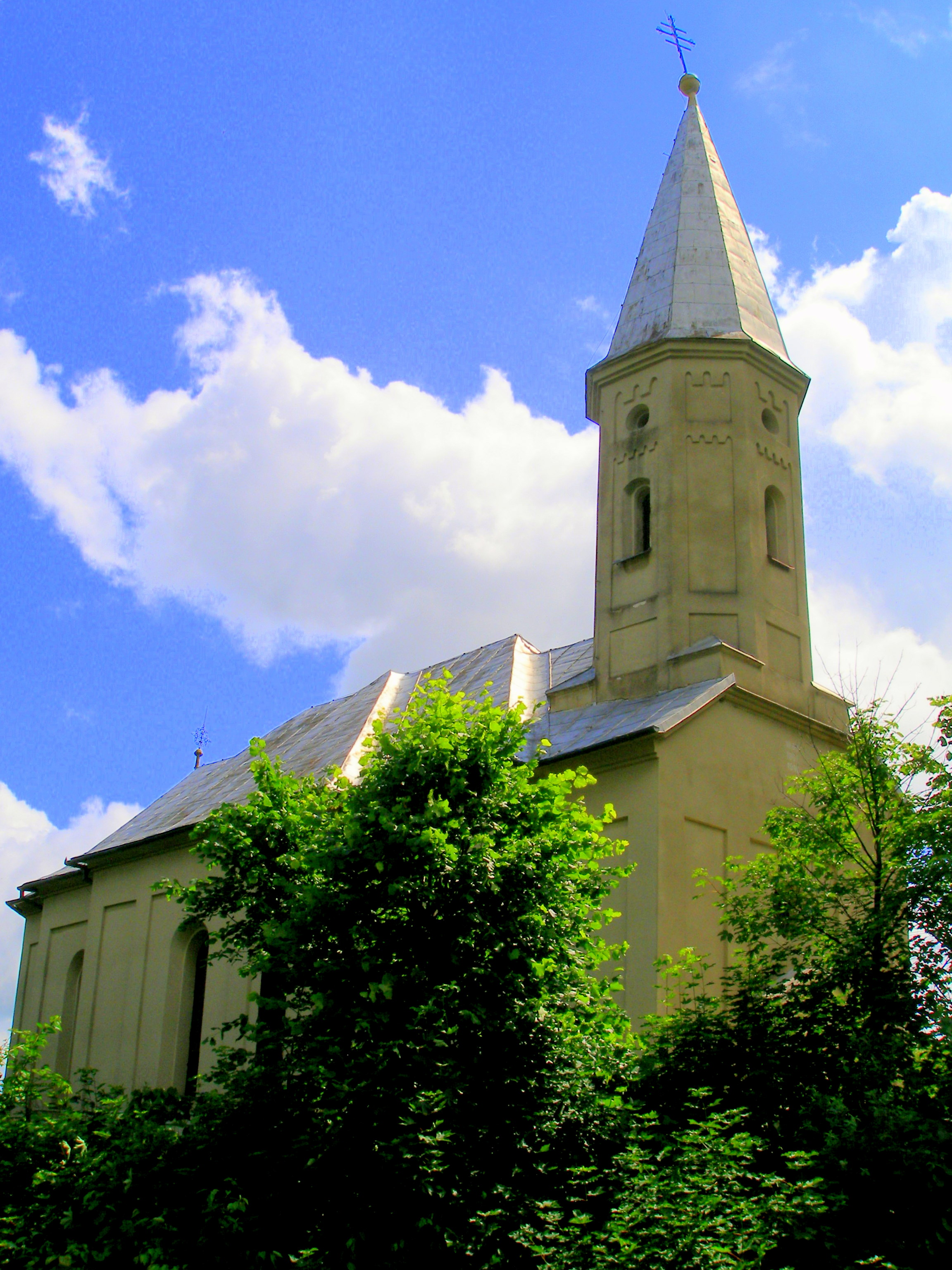
Griechisch-katholische Kirche

Bajerovce wurde nach 1330 nach deutschem Recht gegründet und 1366 als Beyeruagasa ersturkundlich erwähnt. Das Dorf war Teil des Herrschaftsgebiets von Torysa, ab dem 15. Jahrhundert lag es teilweise im Herrschaftsgebiet der Burg Plaveč. Die Familien Palocsay, Berzeviczy und Dessewffy besaßen die Ortsgüter. 1427 wurden nach einem Steuerverzeichnis 13 Porta verzeichnet. 1787 hatte die Ortschaft 68 Häuser und 463 Einwohner, 1828 zählte man 89 Häuser und 681 Einwohner, die als Hirten, Landwirte und Viehhalter beschäftigt waren.
Bis 1918 gehörte der im Komitat Scharosch liegende Ort zum Königreich Ungarn und kam danach zur Tschechoslowakei beziehungsweise heute Slowakei. Ein Großbrand im Jahr 1954 vernichtete 80 Häuser.

## Bevölkerung
| Jahr                | 1994 | 2004     | 2014     | 2024    |
| ------------------- | ---- | -------- | -------- | ------- |
| Anzahl der Personen | 390  | 330      | 295      | 270     |
| Unterschied         |      | −15,38 % | −10,60 % | −8,47 % |

| Jahr                | 2023 | 2024    |
| ------------------- | ---- | ------- |
| Anzahl der Personen | 267  | 270     |
| Unterschied         |      | +1,12 % |

Nach der Volkszählung 2011 wohnten in Bajerovce 306 Einwohner, davon 153 Russinen, 145 Slowaken und ein Ukrainer. Sieben Einwohner machten keine Angabe zur Ethnie.
187 Einwohner bekannten sich zur griechisch-katholischen Kirche, 98 Einwohner zur orthodoxen Kirche und 12 Einwohner zur römisch-katholischen Kirche. Drei Einwohner waren konfessionslos und bei sechs Einwohnern wurde die Konfession nicht ermittelt.

## Baudenkmäler
- Wegkapelle St. Josaphat
- moderne orthodoxe Eliaskirche

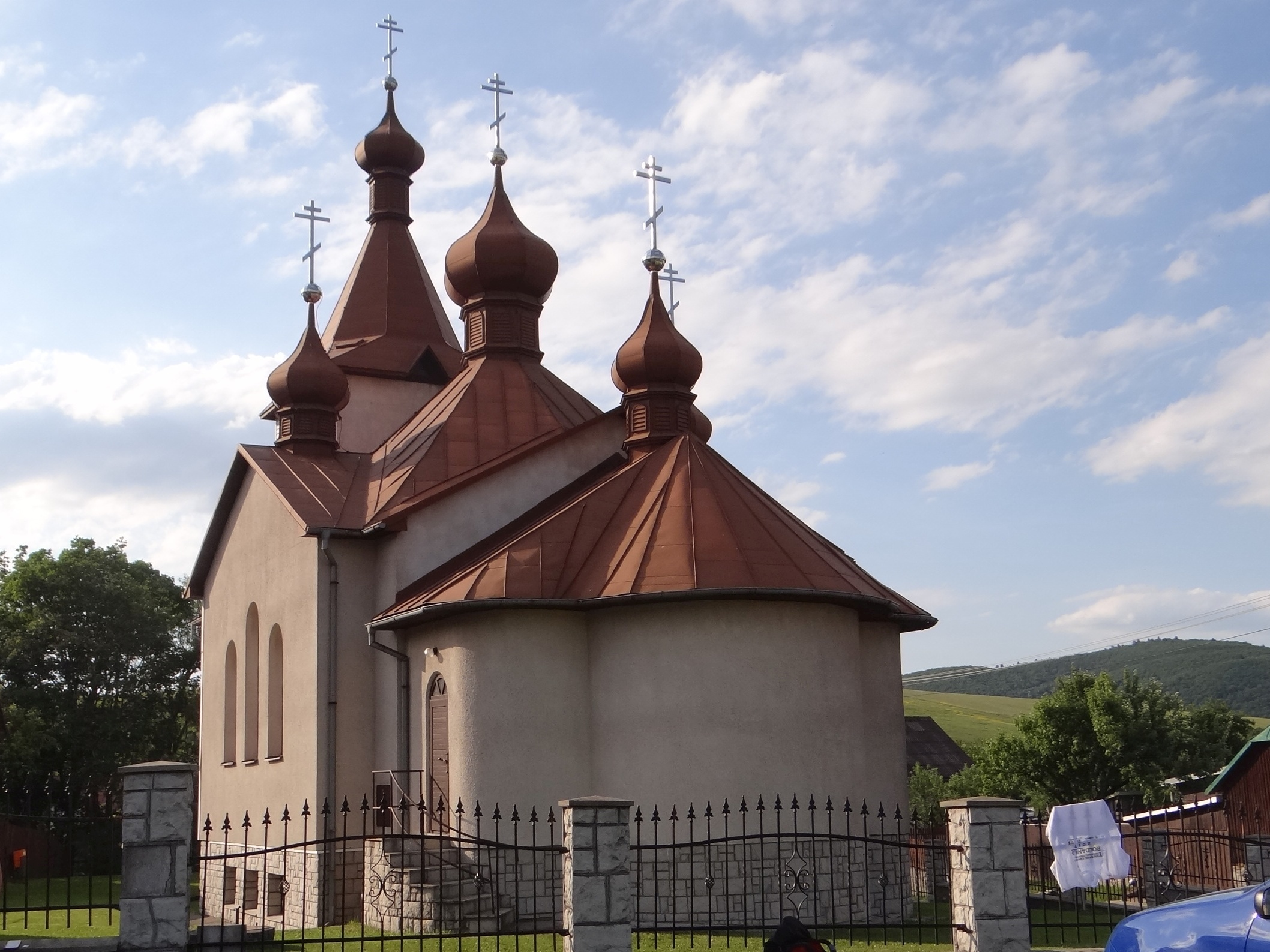
Orthodoxe Kirche

- griechisch-katholische Erzengel-Michael-Kirche im klassizistischen Stil aus dem Jahr 1880[5]